# Sibton Park
Sibton Park est une maison de campagne classée Grade II * à Sibton, Suffolk, Angleterre. Elle est construite en 1827 par Decimus Burton et fait maintenant partie de la réserve sauvage de 5 000 acres et appartient à Jon Hunt.

## Histoire
La maison de style Queen Anne qui se trouvait à l'origine sur le site est remplacée par la maison actuelle, construite en 1827 en brique avec une finition en stuc sur un dessin de Decimus Burton .
Construite pour Robert Sayer, autrefois shérif de Suffolk  la maison est achetée par John Brooke (1794-1878), un associé de 'John Brooke and Sons Ltd', fabricants de tissus de laine de Huddersfield en 1844 et reste dans la famille Brooke jusqu'en 2005, étant la résidence de John William Brooke (1824–1881), John Kendall Brooke (1856–1939), John Acton Brooke (1883–1982) et Edward Acton Brooke (1918–2006) .
La maison et le domaine de 4 500 acres sont acquis par le milliardaire britannique Jon Hunt et est étendu par Kim Wilkie et Argus Gathorne-Hardy . Une orangerie, pouvant contenir 200 personnes est ajoutée . Depuis 2014, il est disponible pour des visites jusqu'à 24 personnes dans le cadre de la Wilderness Reserve .

## Architecture
Le bâtiment en brique de deux étages a un toit en ardoise. La façade symétrique comporte trois travées avec des pilastres de part et d'autre de l'entrée. Le portique a des colonnes ioniques. À l'intérieur de l'édifice plusieurs pièces frises en plâtre et cheminées en marbre. Une piscine chauffée, une salle de sport et des courts de tennis ont été ajoutés .
L'écurie de plain-pied en briques rouges est construite vers 1830. Elle est flanquée d'ailes autour d'une cour et couverte d'ardoises. Au-dessus du toit se trouve une tour de l'horloge et un petit clocher .
Le domaine attenant à la maison s'étend sur 4 500 acre.